# В западне (фильм, 1994)
«В западне» (англ. Captives) — британский криминально-драматический кинофильм 1994 года, режиссёра Анджелы Поуп.
Сценаристом выступил Фрэнк Дизи.
Главные роли исполнили: Джулия Ормонд, Тим Рот и Кит Аллен.
Эта картина была выбрана в качестве вступительного фильма на Венецианском кинофестивале 1994 года.

## Сюжет
Красивая женщина Рейчел Клиффорд (Джулия Ормонд), зубной врач, разводящаяся с изменившим ей мужем, начинает работать два раза в неделю в тюрьме, где знакомится с пришедшим на приём заключённым Филипом Чейни (Тимом Ротом). После случайной встречи на воле — его раз в неделю отпускали на учёбу в колледж — между ними завязывается роман, перерастающий в любовь. Но эта относительная идиллия нарушается — он оскорбляет её, бросая грубые слова о том, что она поступила на работу только в поисках острых, грязных ощущений, а она узнает о том, что он сидит за убийство своей жены. Что делать бедной женщине, влюбившейся не на шутку? Как узнать правду? А у него тем временем серьёзные неприятности с другими заключёнными, так как он отказывается проносить наркотики. Неприятности эти могут коснуться и её, так как они требуют, чтобы делала это она.

## В ролях
- Джулия Ормонд — Рейчел Клиффорд
- Тим Рот — Филип Чейни
- Кит Аллен — Ленни
- Марк Стронг — Кенни
- Сиобан Редмонд — Сью
- Питер Капальди — Саймон
- Колин Сэлмон — Таулер
- Ричард Хоули — Секстон
- Аннет Бадленд — Мэгги
- Джефф Наттол — Гарольд
- Кеннет Коуп — доктор Хокли
- Билл Муди — хирург
- Нейтан Дамбуза — Моисей
- Кристина Коллингридж — Кэти
- Виктория Скарборо — медсестра
- Энтони Кернан — Блэки